# Завод діоксиду титану в Квінані
Завод діоксиду титану в Квінані – виробничий майданчик на заході Австралії, що знаходиться у потужній індустріальній зоні на південь від Перту.
Завод ввела в дію у 1991 році компанія Tiwest, яку створили на паритетних засадах американська корпорація Tronox та південноафриканська гірничодобувна Exxaro Resources Limited (в 2011-му сторони уклали угоду про придбання Tronox частки партнера в обмін на акції самої Tronox).
Майданчик у Квінані є завершальним елементом технологічного ланцюжка, що включає копальню Cooljarloo та завод синтетичного рутилу в Чандала. З останнього до Квінани надходить рутил, який далі перетворюють на діоксид титану з використанням хлоридного процесу, необхідний для якого хлор постачають зі зведеного поруч електролізного заводу компанії Coogee. Також майданчик потребує значних обсягів нафтового коксу, який бере участь у першому етапі технологічного процесу – реакції рутилу з хлором з утворенням тетрахлориду титану. 
На момент запуску потужність майданчику становила 54 тисячі тонн діоксиду титану на рік (що потребувало 63 тисяч тонн рутилу та 20 тисяч тонн нафтового коксу). Станом на середину 1990-х річна потужність заводу дорівнювала 64 тисячі тонн, а в 2020-му повідомлялось, що Tronox може виробляти у Західній Австралії 237 тисяч тонн діоксиду титану на рік, з яких біля 58% припадає на майданчик у Квінані.
Хлор з відхідних газів основного виробництва використовують для продукування соляної кислоти та гіпохлориту натрію.